# Batalla de Morvedre
La batalla de Morvedre de 1412 fou un enfrontament armat entre els partidaris de Ferran d'Antequera i Jaume II d'Urgell ocorregut al Regne de València durant el període d'interregne que va començar amb la mort de Martí I l'Humà i va culminar en el Compromís de Casp.

## Antecedents
Davant la divisió i la no adhesió del Regne de València a la Concòrdia d'Alcanyís, va provocar que l'urgellista Arnau Guillem de Bellera es decidís a atacar amb la host de la ciutat de València, composta per menestrals i gent del poble als seus enemics a Morella.

## Batalla
Les forces del Regne de Valencia valencianes favorables a Jaume II d'Urgell, dirigides Arnau Guillem de Bellera, governador de València, es van enfrontar a Morvedre (l'actual Sagunt) el 27 de febrer de 1412 amb les castellanes, aragoneses i valencianes de Ferran d'Antequera dirigides per Diego Gómez de Sandoval abans de l'arribada dels quatre-cents gascons de reforç que duia Ramon de Perellós. En la batalla van morir tres mil persones.

## Conseqüències
La victòria de les tropes de Ferran d'Antequera i la mort d'Arnau Guillem de Bellera, i la mort i empresonament de molts urgellistes assegurà la preponderància del partit trastamarista al Regne de València.
Ramon de Vilaragut i Mercer va reorganitzar als urgellistes vençuts a Morvedre, però per evitar mals majors la ciutat de València va rendir-se immediatament, malgrat l'urgellisme majoritari dels seus habitants i el Parlament de Vinaròs va dissoldre's precipitadament. La major part del Regne de València ja era en mans de Ferran d'Antequera, i es va adherir a la Concòrdia d'Alcanyís per donar pas al Compromís de Casp.
Finalment coronat Ferran d'Antequera, Jaume d'Urgell va aprofitar per revoltar-se el maig de 1413, malgrat que li havia jurat fidelitat poc abans. L'urgellisme al Regne de València va acabar amb el Setge de Bunyol.